# Quirin
Quirin ist ein männlicher Vorname, der hauptsächlich in Altbayern und in der Stadt Neuss (Stadtpatron ist der Hl. Quirinus von Neuss) anzutreffen ist. Quirin ist aber auch ein gebräuchlicher Nachname. Der Name kommt aus dem Lateinischen, wo Quirinus nebst einem häufigen Vor- und Nachnamen der Name eines römischen Kriegsgottes war, der wahrscheinlich ursprünglich der sabinischen Mythologie entstammt (lateinisch quiris ‚Speer‘ oder ‚Lanze‘). Übersetzt bedeutet Quirin etwa der Kriegerische oder wörtlicher der Lanzenschwinger.

## Varianten
- Quirino (italienisch)
- Corin (französisch)
- Quirijn, Krijn (niederländisch)

Weibliche Formen:
- Quirina, Quirine

## Namenstage nach Heiligen
- 30. April – Quirinus von Rom, auch bekannt als Quirinus von Neuss
- 4. Juni – Quirinus von Siscia
- 16. Juni – Quirinus von Tegernsee
- 11. Oktober – Quirinus von Malmedy

## Namensträger

### Vorname
- Quirin Amper Jr. (1935–1998), deutscher Komponist
- Egid Quirin Asam (1692–1750), deutscher Maler, Stuckateur und Bildhauer
- Quirin Berg (* 1978), deutscher Filmproduzent
- Quirin Engasser (1907–1990), deutscher Schriftsteller
- Quirin Löppert (* 1987), deutscher Fußballspieler
- Quirin Merz von Quirnheim (unbekannt–1695), deutscher Jurist und Diplomat verschiedener Fürstentümer
- Quirin Moll (* 1991), deutscher Fußballspieler
- Quirin Müller (* 1984), deutscher Rallyefahrer
- Quirin op dem Veld von Willich († 1537), Weihbischof in Köln
- Quirin Agrippi (* 2001), Schweizer Kinderdarsteller

### Familienname
- Heinz Quirin (1913–2000), deutscher Historiker
- Johannes Quirin (* 1976), deutscher Autor, Podcast-Moderator und Unternehmer
- Michael Quirin (1840–1901), Gutsbesitzer, Bürgermeister und Reichstagsabgeordneter
- Otto Quirin (1927–2022), deutscher Maler
- Paul Quirin (* 1934), deutscher Politiker (SPD), MdL Saarland
- Peter Quirin (1826–1900), deutscher Bildhauer
- Richard Quirin (1908–1942), deutscher Geheimagent